# Hojo Nagatoki
Hojo Nagatoki (Japans: 北条長時) (1227 - 1264) was de zesde shikken (regent) van het Japanse Kamakura-shogunaat en heerste van 1256 tot 1264. Hij was een zoon van Hojo Shigetoki. 
Nagatoki was de derde kitakata rokuhara tandai (hoofd binnenlandse veiligheid te Kioto) van 1247 tot 1256. Hij volgde zijn vader op, die in dat jaar Rensho werd, assistent van de shikken.
In 1256 werd hij de eerste shikken die niet gelijktijdig tokuso (hoofd van de Hojo-clan) was. Zijn voorganger, de vijfde shikken Hojo Tokiyori had een erg jonge zoon en hij splitste bij zijn aftreden de functies van tokuso en shikken. Hiermee werd de positie van shikken gescheiden van die van tokuso en werd de macht in Japan effectief verplaatst van de shikken naar de tokuso. De facto bleef Tokiyori ook na zijn aftreden regeren. 